# Navotas
Navotas (Lungsod ng Navotas San José de Navotas) es una ciudad filipino de primera categoría perteneciente al Tercer Distrito de la Región de la Capital Nacional (NCR), también denominada Metro Manila.

## Geografía
La ciudad ocupa una estrecha franja de tierra a lo largo de la costa oriental de la bahía de Manila. Navotas está situada al norte de Manila, al oeste de Malabón, y al sur de Obando en Bulacan.
Originalmente Navotas era una parte contigua a Malabón, quedando ambas localidades separadas por una corriente de agua. Las turbulentas aguas de la bahía de Manila fueron erosionando la débil franja de tierra entre la ciudad y el distrito de Tondo de modo que el agua de mar continuaron fluyendo a través de esta abertura especialmente durante la marea alta, hasta formar con el tiempo un canal de agua conocido como el río de Navotas.
Este fenómeno natural puede ser el origen del nombre de  nabutas que con el tiempo se convirtió progresivamente en Navotas, que significa literalmente atravesado.
Navotas forma parte de la subregión de Metro Manila informalmente llamado CAMANAVA, formada por las ciudades de Caloocan, Malabón, Navotas y Valenzuela.
Navotas se percibe como propensa a las inundaciones, especialmente durante la estación lluviosa y durante la marea alta, pero el gobierno nacional y local están tratando de aliviar el problema. La contaminación y la superpoblación son otros problemas que el gobierno está tratando de resolver.

### Barangays
La ciudad de Navotas se divide administrativamente en 14 barangayes o barrios, todos de carácter urbano, divididos en dos Distritos..

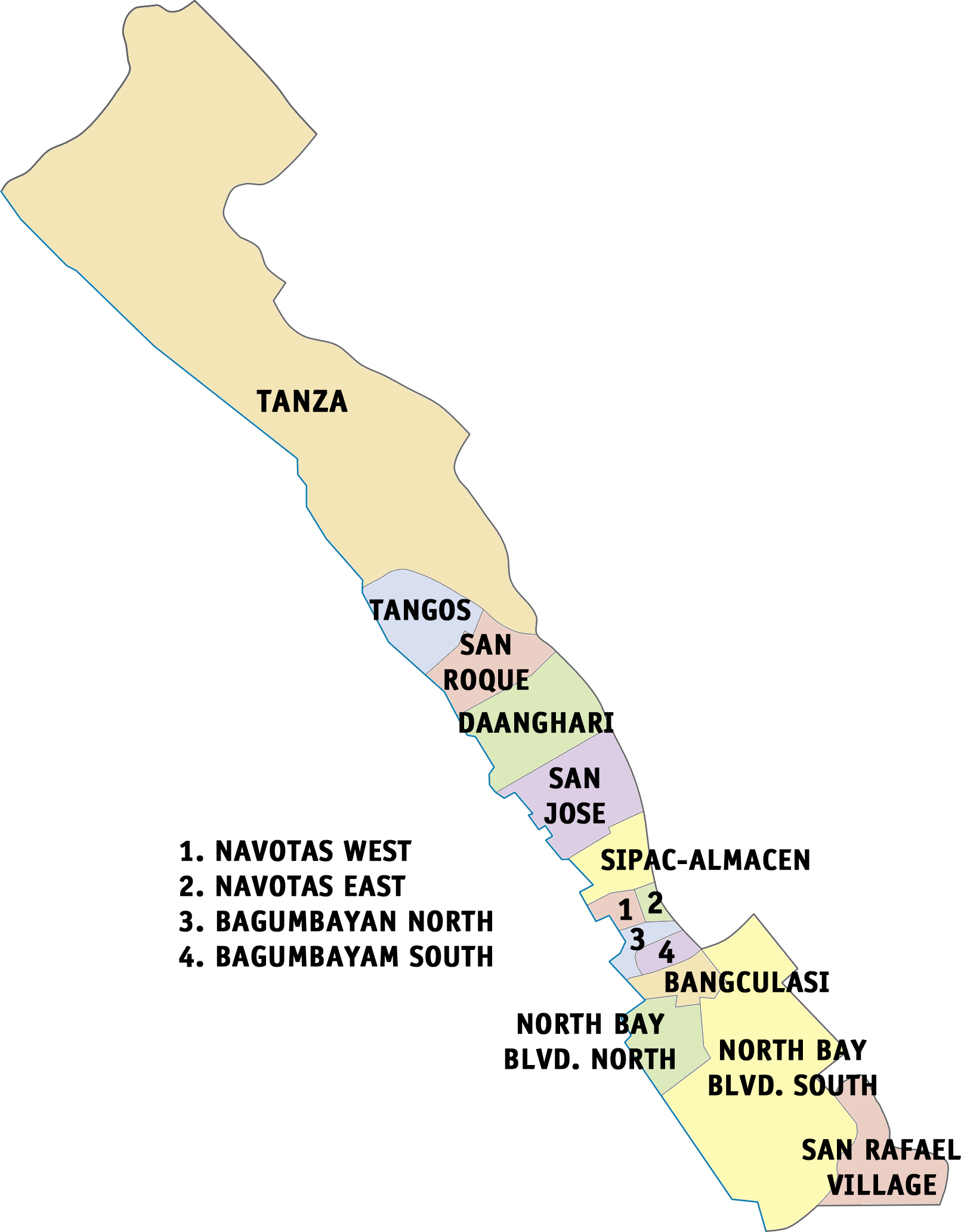
Barangays de Navotas

| Distrito 1 - Bagumbayan del Norte - Bagumbayan del Sur - Bangkulasi - Navotas del Este - Navotas del Oeste - North Bay Blvd., Norte - North Bay Blvd., Sur - San Rafael Village - Sipac-Almacén | Distrito 2 - Daanghari - San José (Población) - San Roque - Tangos - Tanza |

## Economía
Bautizada como la Capital de la Pesca de Filipinas, el 70% de su población está vinculada tanto a la pesca como a las industrias relacionadas. Navotas ocupa un frente costero estratégico y adecuado para todo tipo de embarcaciones.

## Historia
El nombre original dado al lugar, cuando todavía era parte de Malabón fue el de San José de Navotas, en honor a su patrón, San José.
Formaba parte del Corregimiento de Tondo.
El 20 de diciembre de 1827 se incicia el movimiento por la separación de Navotas y Bangkulasi, que eran entonces parte de Tambobong. Los representantes de ambas localidades solicitaron al gobierno español  la separación de sus barrios para formar un nuevo municipio, objetivo que consiguieron el  6 de febrero de 1859. Cavada se convirtió en un municipio independiente.
El día 11 de junio del año  1901 las autoridades norteamericanas crean la provincia de Rizal integrando en la misma este municipio
San José de Navotas se fusionó con Malabón.
Se separaron el 16 de enero de 1906.
El 4 de junio de  2007, tras el plebiscito celebrado, Navotas se convirtió en una ciudad .

## Patrimonio cultural
Navotas es famoso por la salsa de pescado y pasta de camarones (patis y bagoong en tagalo, respectivamente).